# 圈药南星
圈药南星（学名：Arisaema exappendiculatum）为天南星科天南星属的植物。分布于尼泊尔以及中国大陆的西藏自治区等地，生长于海拔2,400米至2,500米的地区，多生于山坡林下和林间草地，目前尚未由人工引种栽培。